# Чейни, Лон
Лон Че́йни (англ. Lon Chaney, Sr., имя при рождении — Леони́дас Фрэнк Че́йни, англ. Leonidas Frank Chaney; 1 апреля 1883 — 26 августа 1930) — американский актёр, режиссёр, сценарист и гримёр немого кино. Он считается одним из самых сильных и разноплановых актёров раннего кинематографа. Прославился способностью до неузнаваемости изменять свою внешность, благодаря чему получил прозвище «Человек с тысячью лиц». Наибольшую известность Чейни принесли фильмы «Горбун из Нотр-Дама» (1923), «Призрак оперы» (1925) и «Лондон после полуночи» (1927).

## Биография

### Ранние годы
Леонидас Фрэнк Чейни родился в Колорадо-Спрингс, штат Колорадо, США, в семье Фрэнка Х. Чейни и Эммы Алисии Кеннеди. Его отец имел английскую и французскую родословную, а у матери были шотландские, английские и ирландские корни. Прадедом актёра был конгрессмен Джон Чейни. Дед Чейни по материнской линии, Джонатан Ралстон Кеннеди, основал в 1874 году «Колорадскую школу для глухонемых», в которой позднее встретились родители Чейни (оба были глухонемыми, эта особенность ещё в детстве помогла получить Леонидасу опыт в пантомиме). С детства он подрабатывал в оперном театре Колорадо-Спрингс рабочим сцены, декоратором и реквизитором, иногда получая роли в массовке. В 1902 году начал подрабатывать в театре Водевиль и путешествовать вместе с актёрами. Когда Чейни исполнилось 22 года, в 1905 году он познакомился и женился на шестнадцатилетней певице Клеве Крейтон (Фрэнсис Кливленд Крейтон), а в 1906 году у них родился единственный ребёнок, сын Крейтон Тулл Чейни (позже известный как Лон Чейни младший). Чейни продолжал гастролировать. В 1910 году семья Чейни осела в Калифорнии.
Отношения Чейни с женой ухудшались. 30 апреля 1913 года Клева пришла в Театр «Маджестик» (Majestic Theater) в центре Лос-Анджелеса, где Лон управлял шоу «Колб и Дилл» и попыталась покончить жизнь самоубийством, выпив дихлорид ртути. Она осталась жива, но петь больше не могла. Последовал скандал, результатом которого стал развод, произошедший в том же году; Лону пришлось покинуть театр и начать работу в кино. Доподлинно неизвестно о деятельности Чейни в промежуток времени между 1912 и 1917 годами, но известно, что он начал делать грим для студии Universal, где сильно выделялся даже в условиях сильной конкуренции. После он стал сниматься в короткометражных комедиях и познакомился с режиссёрами, супружеской парой Джо Де Грасс и Идой Май Парк, которые дали ему существенные роли в своих картинах и побудили его играть жутких персонажей. Впоследствии Лон писал сценарии и режиссировал некоторые фильмы, в которых снимался.
Чейни женился на одной из своих бывших коллег по постановке «Колб и Дилл» Хейзел Гастингс. После женитьбы пара получила опеку над десятилетним сыном Чейни Крейтоном, который до этого жил в разных детдомах и школах-интернатах с момента развода Лона с Клевой.

### Карьера
К 1917 году Лон Чейни уже был знаменит и его часто приглашали в кино, но на зарплате, которую он получал, это не отражалось. Когда он решил поговорить на этот счёт с руководителем студии Уильямом Систром, тот сказал ему: «Ты никогда не будешь получать больше ста долларов в неделю». После этого Чейни ушёл со студии и в течение года перебивался небольшими ролями. Только в 1918 году, после роли в фильме Уильяма С. Харта «Победа Гауна», талант Чейни был признан критиками.
В 1917 году Universal выпустила фильм «Цена волынщика» с Лоном Чейни, Дороти Филлипс и Уильямом Стоуэллом в главных ролях. Далее последовало ещё несколько фильмов, где эти же трое актёров играли попеременно положительных и отрицательных персонажей. Иногда к этому трио присоединялась  актриса Клер Дю Брей. Чейни, Стоуэлл и Филлипс были настолько популярны, что с 1917 по 1919 годы компания Universal выпустила  четырнадцать фильмов с ними. Режиссёрами этих фильмов были в основном друзья Чейни — Джо Де Грасс и Ида Май Парк. Когда Чейни снимался в других фильмах, например «Победа Гауна» или «Кайзер. Берлинское животное», Стоуэлл и Филлипс снимались дуэтом, дожидаясь его возвращения. В результате такого отсутствия Чейни роль злодея в фильме «Сердце человечества» (1918), которая изначально предназначалась ему, досталась Эриху фон Штрогейму. Фильм «Уплачено вперёд» (1919) стал последним, где все трое сыграли вместе: студия Universal отправила Стоуэлла в Африку подбирать локации для съёмок, в дороге в вагон поезда, в котором ехал актёр, врезался другой поезд, в результате чего он погиб. Большинство из этих фильмов утеряны, но некоторые плёнки, например «Триумф» и «Уплачено вперёд», были восстановлены и сейчас находятся в собственности коллекционеров.

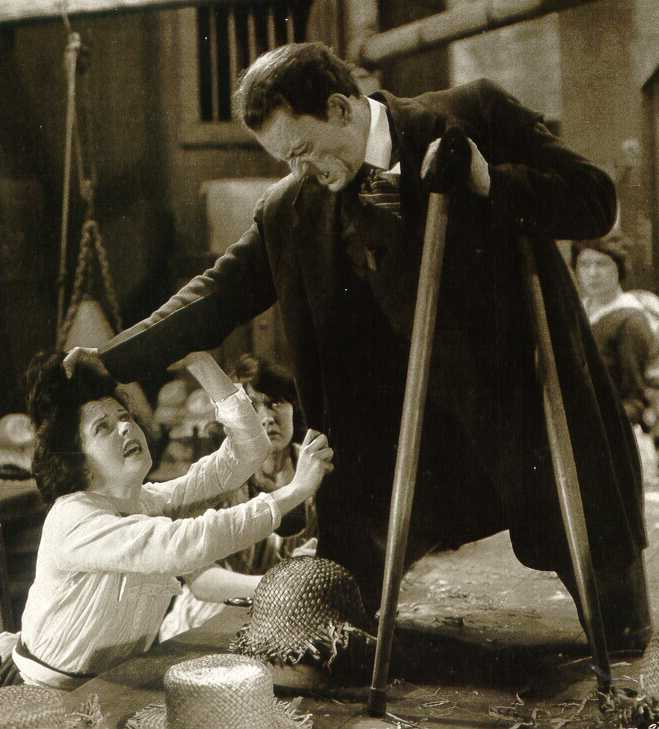
Этель Грей Терри и Лон Чейни в фильме «Наказание» (1920)

Настоящий прорыв случился, когда Чейни сыграл одну из главных ролей в фильме Джорджа Лоана Такера «Чудотворец» (1919). В фильме Лон Чейни продемонстрировал мастерское перевоплощение и выдающийся по тем временам грим. Положительные отзывы критиков и кассовые сборы фильма в размере более 2 миллионов долларов сделали Лона Чейни одним из самых значимых характерных актёров Америки.
Позже Чейни закрепил за собой звание одного из лучших актёров своего времени, отлично продемонстрировав работу с макияжем в гангстерском приключенческом фильме «Наказание» (1920) режиссёра Уоллеса Уорсли, в котором он сыграл гангстера с ампутированными ногами. Для этой роли Чейни приходилось сильно перебинтовывать себе ноги и надевать специальное устройство, создающее впечатление, будто у актёра нет ног ниже колен; из-за передавливания артерий эти устройства нужно было снимать каждые 10 минут. Коммерческий успех «Наказания» сделал его одним из самых востребованных драматических актёров немого кино. Чейни появился в 10 фильмах режиссёра Тода Браунинга, часто изображая уродливых и/или искалеченных персонажей, например безрукого циркового метателя ножей Алонзо в фильме «Неизвестный» (1927) с Джоан Кроуфорд. Позже Джоан Кроуфорд говорила, что во время съёмок с Лоном Чейни узнала об актёрском мастерстве больше, чем от любого другого партнёра за всю её долгую кинокарьеру. Берт Ланкастер утверждал, что игра Чейни в этом фильме превосходила всё, что ему доводилось видеть. В 1927 году Чейни также снялся вместе с Конрадом Найджелом, Марселин Дей, Генри Брезилом Вольтхоллом и Полли Моран в фильме ужасов Тода Браунинга «Лондон после полуночи», который является одним из самых знаменитых утерянных фильмов в истории. Сохранился лишь девятисекундный сохранившийся фрагмент фильма с Лоном Чейни в кадре. Другой интересной работой является звуковой ремейк фильма «Призрак Оперы» (1929), на сегодняшних день известна лишь его немая версия. Последней ролью и единственной сохранившейся работой Лона Чейни в звуковом кино стала роль в ремейке фильма «Несвятая троица» (1930)  (в оригинальном фильме, который снял Тод Браунинг в 1925 году, также снимался Чейни). Чейни утверждал, что озвучивал пять ключевых голосов в фильме (чревовещатель, старуха, попугай, манекен и девушка).

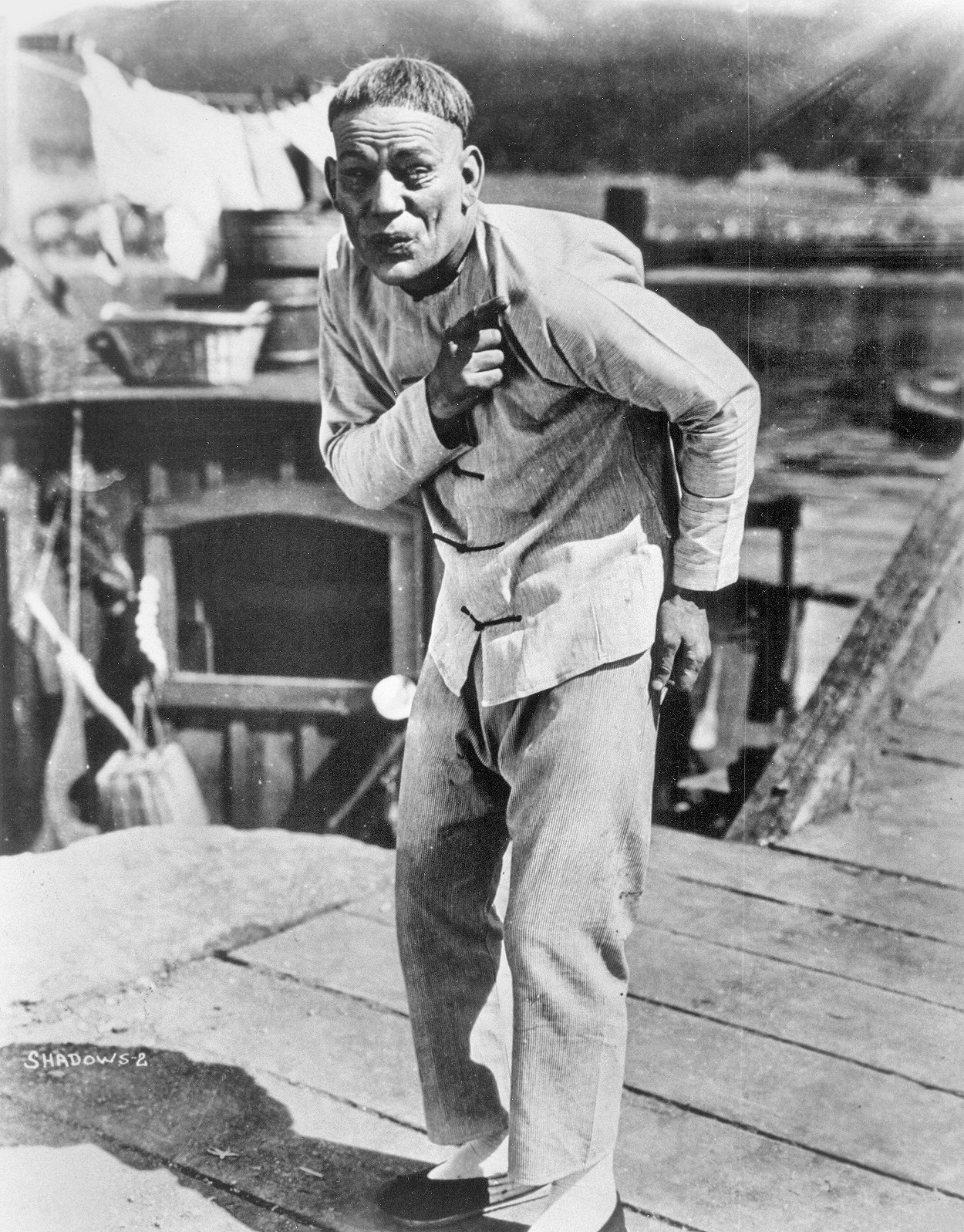
Лон Чейни в фильме «Тени» 1922 года

На ранних этапах развития кинематографа грима вообще не существовало, актёры максимум носили накладные бороды и усы, для обозначения злодея или контрастности образа. Большинство из того, что голливудские актёры знали о гриме, проистекало из их опыта в театре, но театральный грим не всегда хорошо смотрелся на киноплёнке, учитывая, что её качество улучшалось с течением времени. Также во времена Чейни ещё не было гримёров, чьей основной обязанностью было бы создание и нанесение грима. До середины 1920-х годов актёры гримировали себя сами. В условиях отсутствия гримёра как специальности профессионализм Чейни давал ему огромное преимущество перед другими актёрами. Помимо самого грима Чейни также большое внимание уделял и гардеробу своего персонажа. Для него был важен не только тип одежды, но и мельчайшие детали, включая пошив и даже грязь. Например в фильме «Когда город спит» (1928) у детектива которого играл Чейни жилет запятнан едой, в фильме «Наказание» (1920) его персонаж носит длинное пальто, скрывающее изуродованные ноги. Продюсеры знали, что его можно взять практически на любую роль и он гениально её исполнит, фактически Лон Чейни умудрялся играть в одном фильме сразу две роли. Например в фильме «Вне закона» (1920) он исполнил роль персонажа, который убил другого персонажа, которого он также играл.
Чейни создал двух самых гротескно обезображенных персонажей в истории кино,первым был Квазимодо в фильме «Горбун из Нотр-Дама» (1923) поставленному по роману Виктора Гюго, в котором он стал безусловно главной причиной грандиозного успеха этой дорогой и впечатляющей постановки. Для этой роли Чейни соорудил себе искусственный горб весом 18 килограммов; остальные накладки и приспособления удерживающие горб на спине актёра добавили к его весу ещё 13 килограммов. Даже с таким гандикапом он с невероятной ловкостью перемещался по огромной декорации, изображавшей знаменитый фасад Собора Нотр-Дам. Вторым персонажем был Эрик (он же призрак) из фильма «Призрак Оперы» (1925) по одноимённому роману Гастона Леру и для роли как обычно, Чейни сам разработал уникальный грим, небывалый по сложности и, по свидетельствам очевидцев, чрезвычайно болезненный, например, вставленные в ноздри металлические скобы вызывали у актёра постоянное кровотечение. Тем не менее, его образы стремились вызвать у зрителей сочувствие к персонажам, а не ужас или отторжение из за неприятной внешности. Также Лону Чейни были интересны роли не только калек, но и чудовищ. В фильме «Сделка вслепую» (1922, фильм не сохранился) он сыграл роли и профессора-экспериментатора, и созданного им получеловека-полуобезьяны. Во времена популярности Лона Чейни, который не уставал удивлять публику всё новыми шокирующими кинообразами, удивительно непохожими друг на друга, была в ходу шутка: «Увидишь таракана — не дави его, это может быть Лон Чейни».
В 1925 году в автобиографической статье для журнала Movie Чейни писал: «Я хотел напомнить людям, что самые мерзкие представители людей могут иметь в себе способность к высшему самопожертвованию. Деформированный нищий карлик с улицы может иметь самые благородные идеалы. Большинство моих ролей, таких как Горбун, или в фильмах «Призрак оперы», «Тот, кто получает пощёчины», «Несвятая троица» и т. д., несли тему самопожертвования или отречения. Это те истории, которые я хочу сделать». Таланты Чейни вышли за рамки жанра ужасов и сценического грима. Он также был высококвалифицированным танцором, певцом и комиком. Рэй Брэдбери однажды сказал о Чейни: «Он был тем, кто влиял на нашу психику. Он каким-то образом проник в тёмные уголки нашей души, он смог уловить наши тайные страхи и показать их на экране. История Лона Чейни это история безответной любви. Он открыто говорит о том, чего вы боитесь, что вас не любят, вы боитесь, что вас никогда не будут любить, вы боитесь, что есть какая-то часть вас, гротескная, от которой отвернётся весь мир».
Чейни со своей второй женой Хейзел вели не публичную частную жизнь. Чейни принимал очень маленькое участие в рекламных компаниях к своим фильмам для Metro-Goldwyn-Mayer, целенаправленно поощряя таинственный образ, и он, как сообщается, намеренно избегал социальной сцены в Голливуде.
В последние пять лет своей карьеры в кино (1925-1930), Чейни работал исключительно по контракту с Metro-Goldwyn-Mayer, воплощая на экране одни из своих лучших образов. Его роль в фильме «Скажите это морякам» (1926), по словам самого Чейни одном из его любимых фильмов, где он играл моряка, сержанта О'Хара, принесла Лону большую любовь Корпуса морской пехоты США и сделала его их первым почётным членом из киноиндустрии. Он также заслужил уважение и восхищение многочисленных начинающих актёров, которым он предлагал наставничество, и в перерывах на съёмочной площадке он всегда хотел поделиться своими профессиональными наблюдениями с актёрским составом и командой.
С началом эры звукового кино Чейни, в отличие от многих звёзд эпохи немого кино, с энтузиазмом принялся разрабатывать новые возможности. Он сделал озвученную версию «Призрака Оперы» (был сделан новый монтаж со специально доснятыми эпизодами). Лон Чейни часто работал с режиссёром Тодом Браунингом, которого связывала с ним схожесть биографии — Браунинг долго жил в юности среди бродячих циркачей. После совместной работы в фильме «Лондон после полуночи», где была задействована тема вампиризма, они собирались совместно поставить экранизацию «Дракулы» Брэма Стокера. Этот проект был осуществлён Браунингом уже после смерти Чейни — фильм «Дракула» вышел в 1931 году. Чейни также разработал спецэффект «человек-курица», который Браунинг использовал в фильме «Уродцы».

## Смерть
Зимой 1929 года, во время съёмок в фильме «Гром», у Чейни развилась пневмония. В конце 1929 года у него диагностировали бронхиальный рак лёгких. Здоровье ухудшилось, когда во время съёмок искусственный снег, сделанный из кукурузных хлопьев, застрял в горле у актёра и быстро создал серьёзную инфекцию. Несмотря на агрессивное лечение, его состояние постепенно ухудшалось. Чейни умер от кровоизлияния в горле во вторник, 26 августа 1930 года, в Лос-Анджелесе, штат Калифорния. Похороны состоялись 28 августа в Глендейле, штат Калифорния. Гроб Лона Чейни несли актёры, режиссёры и продюсеры: Пол Берн, Хант Стромберг, Ирвинг Тальберг, Луис Барт Майер, Лайонел Берримор, Уоллес Бири, Тод Браунинг, Лью Коуди и Рамон Новарро. Корпус морской пехоты США предоставил капеллана и почётный караул для похорон. Во время церемонии похорон все киностудии и все офисы MGM соблюдали молчание в течение двух минут. Похоронен на кладбище Форест-Лаун, рядом со склепом своего отца. В 1933 году там же была похоронена его жена Хейзел. По неизвестным причинам склеп Чейни остался без опознавательных знаков.

## Наследие
В 1957 году вышел биографический фильм о Лоне Чейни «Человек с тысячью лиц»; роль Чейни в нём исполнил Джеймс Кэгни. Сын Лона Чейни Крейтон позже стал сниматься в кино, взяв псевдоним Лон Чейни-младший, прославился ролью оборотня в классическом фильме Universal «Человек-волк» 1941 года. В 1991 году была выпущена серия марок из 10 штук, посвящённая актёрам немого кино, чьи портреты нарисовал иллюстратор карикатурист Эль Гиршфельд. В октябре 1997 года в США были выпущены памятные почтовые марки с персонажами классических фильмов ужасов, где среди прочих были отец и сын Чейни в образах Призрака оперы и Человека-волка соответственно. Музыкант Уоррен Зивон в своей песне «Werewolves of London» упоминает отца и сына Чейни.
В 2000 году вышел документальный фильм о Лоне Чейни под названием «Лон Чейни: Тысячеликий». Текст в фильме читает Кеннет Брана, а продюсером выступил историк немого кино Кевин Браунлоу.
В 1994 году на Голливудской «Аллее славы» была установлена звезда Лона Чейни (7046 Hollywood Blvd.).

## Фильмография
| Русское название              | Оригинальное название               | Роль                                  | Дата выхода      | Производство/Дистребьютор                    |
| ----------------------------- | ----------------------------------- | ------------------------------------- | ---------------- | -------------------------------------------- |
| Пути судьбы                   | The Ways of Fate                    |                                       | 19 апреля 1913   | Mutual Film                                  |
| Кончина бедняги Джейка        | Poor Jake's Demise                  |                                       | 16 августа 1913  | IMP - Universal                              |
| Морской ёж                    | The Sea Urchin                      | Барнакл Билл                          | 22 августа 1913  | Powers - Universal                           |
|                               | The Blood Red Tape of Charity       | Еврейский ростовщик                   | 26 сентября 1913 | Powers - Universal                           |
| Волынщик Шон                  | Shon the Piper                      | Шотландский клановец                  | 30 сентября 1913 | 101-Bison - Universal                        |
| Западня                       | The Trap                            |                                       | 3 октября 1913   | Powers - Universal                           |
| Беспокойный дух               | The Restless Spirit                 |                                       | 27 октября 1913  | Victor - Universal                           |
|                               | An Elephant on His Hands            | Эдди                                  | 21 ноября 1913   | Nestor - Universal                           |
| Почти актриса                 | Almost an Actress                   | Кинооператор                          | 15 ноября 1913   | Joker - Universal                            |
| Назад к жизни                 | Back to Life                        | Соперник                              | 24 ноября 1913   | Victor - Universal                           |
| Ред Маргарет, самогонщица     | Red Margaret, Moonshiner            | Лон                                   | 9 декабря 1913   | Gold Seal - Universal                        |
| Ищейки с севера               | Bloodhounds of the North            | Конный Полицейский                    | 23 декабря 1913  | Gold Seal - Universal                        |
| Ложь                          | The Lie                             | Молодой Макгрегор                     | 6 января 1914    | Gold Seal - Universal                        |
|                               | The Honor of the Mounted            | Жак Лакокс                            | 17 февраля 1914  | Gold Seal - Universal                        |
| Помните Марию Магдалину       | Remember Mary Magdalen              | Недоумок                              | 23 февраля 1914  | Victor - Universal                           |
| Разлад и гармония             | Discord and Harmony                 | Скульптор                             | 17 марта 1914    | Gold Seal - Universal                        |
| Угроза Карлотте               | The Menace to Carlotta              | Джованни Бартоли                      | 22 марта 1914    | Rex - Universal                              |
| Мошенник                      | The Embezzler                       | Джей Роджер Диксон                    | 31 марта 1914    | Gold Seal - Universal                        |
| Агнец, девушка, волк          | The Lamb, the Woman, the Wolf       | Волк                                  | 4 апреля 1914    | 101-Bison - Universal                        |
| Конец вражды                  | The End of the Feud                 | Вуд Доусон                            | 12 апреля 1914   | Rex - Universal                              |
| Трагедия на Шепчущем Ручье    | The Tragedy of Whispering Creek     | Кочегар                               | 2 мая 1914       | 101-Bison - Universal                        |
| Незаконная торговля           | The Unlawful Trade                  | Полукровка                            | 14 мая 1914      | Rex - Universal                              |
| Запретная комната             | The Forbidden Room                  | Джон Моррис                           | 20 июня 1914     | 101-Bison - Universal                        |
| Старый башмачник              | The Old Cobbler                     | Дикий Билл                            | 27 июня 1914     | 101-Bison - Universal                        |
| Надежды слепой Элли           | The Hopes of Blind Alley            | Продавец                              | 4 июля 1914      | 101-Bison - Universal                        |
| Роман на ранчо                | A Ranch Romance                     | Рафаэль Праз                          | 8 июля 1914      | Nestor - Universal                           |
| Её смертельная ошибка         | Her Grave Mistake                   | Нуньес                                | 15 июля 1914     | Nestor - Universal                           |
| Лучами солнца                 | By the Sun's Rays                   | Фрэнк Лоулер                          | 22 июля 1914     | Nestor - Universal                           |
| Ублиет                        | The Oubliette                       | Шевалье Бертран Де Ла Пейн            | 15 августа 1914  | 101-Bison - Universal                        |
| Шахтёрский романс             | A Miner's Romance                   | Джон Бернс                            | 26 августа 1914  | Nestor - Universal                           |
| Её щедрость                   | Her Bounty                          | Фред Говард                           | 13 сентября 1914 | Rex - Universal                              |
| Высшее право                  | The Higher Law                      | Сэр Стивен                            | 19 сентября 1914 | 101-Bison - Universal                        |
| Ришельё                       | Richelieu                           | Барадас                               | 26 сентября 1914 | 101-Bison - Universal                        |
| Флейта Пана                   | The Pipes o' Pan                    | Артур Фаррелл                         | 4 октября 1914   | Rex - Universal                              |
| Добродетель себе награда      | Virtue Is Its Own Reward            | Дункан Бронсон                        | 11 октября 1914  | Rex - Universal                              |
| Её история жизни              | Her Life's Story                    | Дон Валаскес                          | 15 октября 1914  | Rex - Universal                              |
| Девушка из небольшого города  | A Small Town Girl                   | Сводник                               | 7 ноября 1914    | 101-Bison - Universal                        |
| Огни и тени                   | Lights and Shadows                  | Бентли                                | 29 ноября 1914   | Rex - Universal                              |
| Лев, агнец, мужчина           | The Lion, the Lamb, the Man         | Фред                                  | 6 декабря 1914   | Rex - Universal                              |
| Ночь ужасов                   | A Night of Thrills                  |                                       | 13 декабря 1914  | Rex - Universal                              |
| Её побег                      | Her Escape                          | Пит                                   | 13 декабря 1914  | Rex - Universal                              |
| Грех Ольги Брандт             | The Sin of Olga Brandt              | Стивен Лесли                          | 3 января 1915    | Rex - Universal                              |
| Звезда морская                | The Star of the Sea                 | Томаско                               | 10 января 1915   | Rex - Universal                              |
|                               | The Measure of a Man                | Конный Лейтенант Джим Стюарт          | 28 января 1915   | Rex - Universal                              |
| Нити судьбы                   | The Threads of Fate                 | Счетовод                              | 21 февраля 1915  | Rex - Universal                              |
|                               | When the Gods Played a Badger Game  | Собственник                           | 28 февраля 1915  | Rex - Universal                              |
| Такова жизнь                  | Such Is Life                        | Тода Уилкса                           | 4 марта 1915     | Rex - Universal                              |
| Где кончается лес             | Where the Forest Ends               | Поль Рушель                           | 7 марта 1915     | Rex - Universal                              |
| За воротами                   | Outside the Gates                   | Перес                                 | 14 марта 1915    | Rex - Universal                              |
| Всё для Пегги                 | All for Peggy                       | Стабильный жених                      | 18 марта 1915    | Rex - Universal                              |
| Пустынная порода              | The Desert Breed                    | Фред                                  | 28 марта 1915    | Rex - Universal                              |
| Дева тумана                   | Maid of the Mist                    | Почтмейстер                           | 1 апреля 1915    | Rex - Universal                              |
| Девушка ночи                  | The Girl of the Night               |                                       | 8 апреля 1915    | Rex - Universal                              |
| Доносчик                      | The Stool Pigeon                    | Режиссёр                              | 9 апреля 1915    | Victor - Universal                           |
|                               | The Grind                           |                                       |                  |                                              |
| Идиллия холмов                | An Idyll of the Hills               |                                       |                  |                                              |
|                               | The Stronger Mind                   |                                       |                  |                                              |
| Ловец устриц                  | The Oyster Dredger                  |                                       |                  |                                              |
|                               | Steady Company                      |                                       |                  |                                              |
| Скрипичных дел мастер         | The Violin Maker                    |                                       |                  |                                              |
|                               | The Trust                           |                                       |                  |                                              |
|                               | Bound on the Wheel                  |                                       |                  |                                              |
| Горное правосудие             | Mountain Justice                    |                                       |                  |                                              |
| Квиты                         | Quits                               |                                       |                  |                                              |
| Секрет дымохода               | The Chimney's Secret                |                                       |                  |                                              |
| Месть сосны                   | The Pine's Revenge                  |                                       |                  |                                              |
|                               | The Fascination of the Fleur de Lis |                                       |                  |                                              |
| Увы и ах                      | Alas and Alack                      |                                       |                  |                                              |
| Искупление матери             | A Mother's Atonement                |                                       |                  |                                              |
| Лон с одинокой горы           | Lon of Lone Mountain                |                                       |                  |                                              |
|                               | The Millionaire Paupers             |                                       |                  |                                              |
| Под тенью                     | Under a Shadow                      |                                       |                  |                                              |
| Крепче смерти                 | Stronger Than Death                 |                                       |                  |                                              |
| Отец и мальчики               | Father and the Boys                 |                                       |                  |                                              |
|                               | Dolly's Scoop                       |                                       |                  |                                              |
| Во власти ревности            | The Grip of Jealousy                |                                       |                  |                                              |
| Запутанные сердца             | Tangled Hearts                      |                                       |                  |                                              |
| Позолоченный паук             | The Gilded Spider                   |                                       |                  |                                              |
| Бобби из балета               | Bobbie of the Ballet                |                                       |                  |                                              |
| Хватка жадности               | The Grasp of Greed                  |                                       |                  |                                              |
| Знак Каина                    | The Mark of Cain                    |                                       |                  |                                              |
| Если меня призовёт моя страна | If My Country Should Call           |                                       |                  |                                              |
| Феликс на работе              | Felix on the Job                    |                                       |                  |                                              |
| Заветрие                      | The Place Beyond the Winds          |                                       |                  |                                              |
| Обвинительное доказательство  | Accusing Evidence                   |                                       |                  |                                              |
| Цена молчания                 | The Price of Silence                |                                       |                  |                                              |
| Цена волынщика                | The Piper's Price                   |                                       |                  |                                              |
| Девушка Хэла Моргана          | Hell Morgan's Girl                  |                                       |                  |                                              |
| Маска любви                   | The Mask of Love                    |                                       | 1917             |                                              |
| Девушка в клетчатом пальто    | The Girl in the Checkered Coat      |                                       |                  |                                              |
| Сигнальный огонь              | The Flashlight                      |                                       |                  |                                              |
| Кукольный дом                 | A Doll's House                      |                                       |                  |                                              |
| Пламени бунта                 | Fires of Rebellion                  |                                       |                  |                                              |
| Спасение                      | The Rescue                          |                                       |                  |                                              |
| Триумф                        | Triumph                             |                                       |                  |                                              |
| Заплати мне                   | Pay Me!                             |                                       |                  |                                              |
| Пустая пушка                  | The Empty Gun                       |                                       |                  |                                              |
| Что угодно один раз           | Anything Once                       |                                       |                  |                                              |
| Алая машина                   | The Scarlet Car                     |                                       |                  |                                              |
| Бродвейская любовь            | Broadway Love                       |                                       |                  |                                              |
| Великая страсть               | The Grand Passion                   |                                       |                  |                                              |
| Кайзер. Берлинское животное   | The Kaiser, the Beast of Berlin     |                                       |                  |                                              |
| Крепкая компания              | Fast Company                        |                                       |                  |                                              |
| Бродвейский скандал           | A Broadway Scandal                  |                                       |                  |                                              |
| Победа Гауна                  | Riddle Gawne                        |                                       |                  |                                              |
| Эта чёртова Бетиз             | That Devil, Bateese                 |                                       |                  |                                              |
| Об этом говорит весь город    | The Talk of the Town                |                                       |                  |                                              |
| Опасность, не спешить         | Danger, Go Slow                     |                                       |                  |                                              |
| Испорченная милашка           | The Wicked Darling                  |                                       |                  |                                              |
| Отчаянный Джек                | Daredevil Jack                      |                                       |                  |                                              |
| Ненастоящие лица              | The False Faces                     |                                       |                  | Thomas Ince - Paramount                      |
| Родина                        | A Man's Country                     |                                       |                  | Winsome Stars Corporation - Robertson Cole   |
| Чудотворец                    | The Miracle Man                     | Лягушка                               | 26 августа 1919  | George Loane Tucker - Paramount              |
| Уплачено вперёд               | Paid in Advance                     | Батис ле Бланк                        | 1 сентября 1919  | Universal                                    |
|                               | When Bearcat Went Dry               |                                       |                  |                                              |
| Победа                        | Victory                             |                                       |                  | Maurice Tourneur - Paramount                 |
| Остров сокровищ               | Treasure Island                     | пират Слепой Пью / пират Джордж Мэрри | 4 апреля 2020    | Морис Турнёр — Paramount Pictures            |
| Великий дар                   | The Gift Supreme                    |                                       |                  |                                              |
| Бродяги севера                | Nomads of the North                 |                                       |                  | Associated First National                    |
| Наказание                     | The Penalty                         | Буран                                 | 20 июля 1920     | Rex Beach and Sam Goldwyn - Goldwyn Pictures |
| Вне закона                    | Outside the Law                     | Чёрный Майк Сильва                    | 26 декабря 1920  | Tod Browning - Universal                     |
| Эпизоды жизни                 | Bits of Life                        |                                       |                  | Marshall Neilan - Associated First National  |
| Туз червей                    | The Ace of Hearts                   |                                       |                  | Wallace Worsley - Goldwyn Pictures           |
| Ради тех, кого мы любим       | For Those We Love                   |                                       |                  | Betty Compson - Goldwyn Pictures             |
| Ловушка                       | The Trap                            |                                       |                  |                                              |
| Голоса города                 | Voices of the City                  |                                       |                  | Goldwyn Pictures                             |
| Плоть и кровь                 | Flesh and Blood                     |                                       |                  |                                              |
| Свет во тьме                  | The Light in the Dark               |                                       |                  |                                              |
| Тени                          | Shadows                             |                                       |                  | B. P. Schulberg - Preferred Pictures         |
| Оливер Твист                  | Oliver Twist                        | Фейгин                                | 30 октября 1922  | Sol Lesser - Associated First National       |
| Куинси Эдамс Сойер            | Quincy Adams Sawyer                 |                                       |                  | Metro Pictures                               |
| Сделка вслепую                | A Blind Bargain                     |                                       |                  | Goldwyn Pictures                             |
| Все братья были отважны       | All the Brothers Were Valiant       |                                       |                  | Metro Pictures                               |
| Пока спит Париж               | While Paris Sleeps                  |                                       |                  |                                              |
| Шок                           | The Shock                           |                                       |                  |                                              |
| Горбун из Нотр-Дама           | The Hunchback of Notre Dame         | Квазимодо                             | 2 сентября 1923  | Universal                                    |
| На следующем углу             | The Next Corner                     | Хуан Серафин                          | 18 февраля 1924  | Famous Players-Lasky, - Paramount            |
| Тот, кто получает пощёчины    | He Who Gets Slapped                 | Пол Бомонт                            | 9 ноября 1924    | MGM                                          |
| Монстр                        | The Monster                         | Доктор Зиска                          | 16 марта 1925    | MGM                                          |
| Призрак оперы                 | The Phantom of the Opera            | Призрак оперы/Эрик                    | 26 апреля 1925   | Universal                                    |
| Несвятая троица               | The Unholy Three                    | Профессор Эхо/Миссис О'Грэди          | 16 августа 1925  | MGM                                          |
| Башня лжи                     | The Tower of Lies                   | Джан                                  | 11 октября 1925  | MGM                                          |
| Дрозд                         | The Blackbird                       | Чёрный Дрозд/Епископ                  | 10 января 1926   | MGM                                          |
| Дорога на Мандалай            | The Road to Mandalay                | Сингапур Джо                          | 26 июня 1926     | MGM                                          |
| Скажите это морякам           | Tell It to the Marines              | Сержант О'Хара                        | 23 декабря 1926  | MGM                                          |
| Мистер Ву                     | Mr. Wu                              | Дедушка Ву                            | 26 марта 1927    | MGM                                          |
| Неизвестный                   | The Unknown                         | Алонсо без оружия                     | 3 июня 1927      | MGM                                          |
| Пародия                       | Mockery                             | Сергей                                | 13 августа 1927  | MGM                                          |
| Лондон после полуночи         | London After Midnight               | Профессор Эдвард К. Бёрк              | 3 декабря 1927   | MGM                                          |
| Большой город                 | The Big City                        | Чак Коллинз                           | 24 марта 1928    | MGM                                          |
| Смейся, клоун, смейся         | Laugh, Clown, Laugh                 | Тито                                  | 14 апреля 1928   | MGM                                          |
| Когда город спит              | While the City Sleeps               | Дэн Коглан                            | 15 сентября 1928 | MGM                                          |
| Запад Занзибара               | West of Zanzibar                    | Фросо                                 | 24 ноября 1928   | MGM                                          |
| Восток есть восток            | Where East is East                  | Тайгер Хейнс                          | 4 мая 1929       | MGM                                          |
| Гром                          | Thunder                             | Грумпи Андерсон                       | 8 июля 1929      | MGM                                          |
| Несвятая троица               | The Unholy Three                    | Профессор Эхо/Миссис О'Грэди          | 4 июля 1930      | MGM                                          |

### Комментарии
1. ↑  The film was released on October 26, 1913 according to the Universal Code Book. This would seem to be in error.[21]